# Liber (raper)

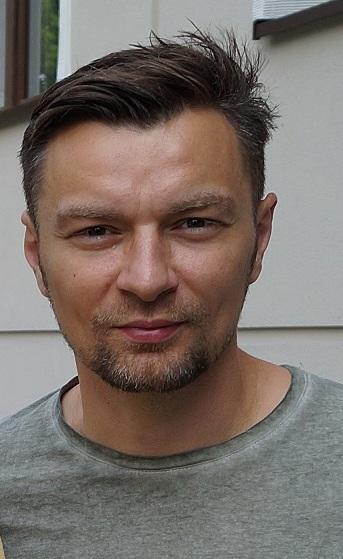
Liber w 2018 roku

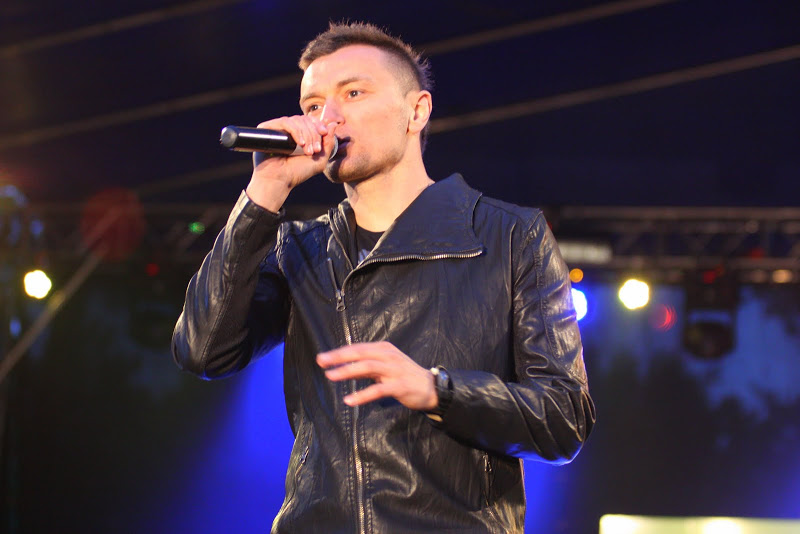
Liber podczas koncertu, 2013

Liber, właściwie Marcin Piotrowski (ur. 10 lipca 1981 w Obornikach) – polski raper i autor tekstów piosenek, były członek hip-hopowej grupy Ascetoholix. Współpracował z wykonawcami, takimi jak m.in. Sylwia Grzeszczak, Agnieszka Włodarczyk, Mezo, Slums Attack, Gosia Andrzejewicz i Natalia Szroeder.

## Kariera muzyczna
Z zespołem Ascetoholix
Działalność artystyczną rozpoczął w 1999 w zespole Ascetoholix, którego był współzałożycielem. Wraz z zespołem występował podczas lokalnych koncertów, w tym na przeglądzie zespołów rockowych w Obornikach. Wystąpili na festiwalu w Żarowie, na którym zajęli drugie miejsce. W międzyczasie wydali debiutancki nielegal, zatytułowany 3xlak. Kolejne nagrania zespołu ukazały się na nielegalu Nazwij to sam, który został wydany pod koniec 2000. Równolegle zrealizowano pierwszy teledysk składu, zrealizowany do utworu „Umiejętności”. Trio cieszyło się wówczas lokalną popularnością, co umożliwiło nawiązanie współpracy z wytwórnią muzyczną Camey Studio.
W październiku 2001 ukazał się pierwszy oficjalny album zespołu pt. A. Na płycie znalazł się m.in. utwór „Już dawno”, wykorzystany na ścieżce dźwiękowej do filmu Sylwestra Latkowskiego Blokersi. W międzyczasie Liber, razem z pozostałymi członkami Ascetoholix, gościł na głośniej produkcji Slums Attack – Na legalu?. Raperzy wystąpili w piosence „Moje miasto”.
W marcu 2003 ukazał się kolejny album zespołu pt. Apogeum. Na płycie znalazł się m.in. utwór „Suczki”, z udziałem Meza i Szada, członka formacji Trzeci Wymiar. Kompozycja, do której  również nakręcono teledysk, przysporzyła zespołowi ogólnopolskiej popularności. 1 marca 2006 ukazał się trzeci oficjalny materiał Ascetoholix pt. Adsum. Płyta dotarła do 46. miejsca zestawienia OLiS.
W 2011 opuścił skład zespołu.
Solowa
1 marca 2004 nakładem UMC Records wydał pierwszy, solowy album studyjny pt. Bógmacher. Płyta dotarła do 13. miejsca zestawienia OLiS. Podczas  promocji, do pochodzących z płyty utworów „Skarby”, „Gdzie indziej”, „Pomnik” i „Jedna z dróg” zostały zrealizowane teledyski. Wśród gości na płycie znaleźli się m.in.: zespół 52 Dębiec, raperzy Doniu, Mezo, Owal/Emcedwa, Nullo, Kriss i Mariusz „Marian” Krzyśka, były wokalista gothic metalowej formacji Aion.
W 2006, wspólnie z Kubą Mańkowskim i Sylwią Grzeszczak, założył projekt pod nazwą Rio Boss. Jedyny utwór formacji, zatytułowany „Roberto”, ukazał się pod koniec roku na kompilacji różnych wykonawców: Rap Eskadra 5 – Zima 2007.
18 czerwca 2007 do sprzedaży trafił album Libera i Donia pt. Moderato. Płyta ukazała się nakładem firmy My Music. Gościnnie w nagraniach wzięli udział: Sylwia Grzeszczak, Vitows, Evayah, Vitows, Dima i Lejery. Płyta spotkała się z komercyjnym niepowodzeniem, nie została ujęta w zestawieniu OLiS. Pewną popularność zyskała pochodząca z płyty piosenka „Dzień dobry Polsko”, która dotarła do 31. miejsca Szczecińskiej Listy Przebojów Polskiego Radia. W czasie promocji do utworu został zrealizowany także teledysk. Następnie raper podjął współpracę z piosenkarką i aktorką Agnieszką Włodarczyk. Napisał pięć tekstów na jej debiutancki album pt. Nie dla oka....
21 listopada 2008, ponownie nakładem My Music, ukazał się jego kolejny album studyjny pt. Ona i on, nagrany we współpracy z Sylwią Grzeszczak. Nagrania uplasowały się 27. miejscu listy OLiS.  Materiał był promowany teledyskami do utworów „Nowe szanse”, „Co z nami będzie” i „Mijamy się”. 6 marca 2009 ukazała się kompilacja nagrań Libera pt. Wczoraj i dziś. Wydawnictwo stanowiło podsumowanie działalności artystycznej rapera. Na płycie znalazły się piosenki m.in. z udziałem takich wykonawców jak: Doniu, Owal/Emcedwa, Sylwia Grzeszczak, Mezo, Pneuma i Kombii. Do albumu została dołączona także płyta DVD zawierającą teledyski.
W 2011 ukazał się pierwszy album Grzeszczak, zatytułowany Sen o przyszłości, na którym znalazło się m.in. sześć piosenek z tekstami autorstwa Libera.
22 maja 2012 nakładem EMI Music Poland ukazał się jego pierwszy minialbum pt. Magia futbolu. Płyta dotarła do 11. miejsca listy OLiS. Na płycie znalazły się piosenki m.in. z gościnnym udziałem Tomasza Zimocha, Rafała Brzozowskiego i zespołu InoRos. Wydawnictwo było promowane teledyskami do utworów „Czyste szaleństwo” i „Pola karnego lis”. Pod koniec roku Liber wziął udział w programie telewizyjnym TVP2 Bitwa na głosy, gdzie zajął trzecie miejsce.
21 maja 2013 ukazał się jego kolejny album studyjny pt. Duety. Album uplasował się na 20. miejscu zestawienia OLiS. W nagraniach płyty muzyka wspomogli m.in. wokalista zespołu De Mono – Andrzej Krzywy, śpiewaczka Alicja Węgorzewska-Whiskerd i wokalista zespołu Video – Wojciech Łuszczykiewicz. Piosenka „Wszystkiego na raz” nagrana wspólnie z Natalią Szroeder była notowana m.in. na 1. miejscu na POPLiście. Kompozycja uplasowała się na 5. miejscu AirPlay – Top. W czasie promocji wydawnictwa zrealizowane zostały teledyski do utworów: „Winny”, w którym zaśpiewał Mateusz Mijal i „Nie patrzę w dół”, ponownie z udziałem Natalii Szroeder.
W maju 2023 z utworem „Jakie masz dziś plany”, który nagrał w duecie z Mezem, zakwalifikował się do koncertu „Premiery” w ramach 60. KFPP w Opolu.

## Życie prywatne
28 lipca 2014 roku ożenił się z Sylwią Grzeszczak. Za pośrednictwem Instagrama poinformowali 20 września 2023 o rozstaniu. Mają córkę Bognę (ur. 5 grudnia 2015).

## Dyskografia
- Bógmacher (2004)
- Moderato (oraz Doniu; 2007)
- Ona i on (oraz Sylwia Grzeszczak; 2008)
- Duety (2013)
- ID (2020)

## Nagrody i nominacje
| Rok  | Nagroda                | Kategoria             | Rezultat  | Źródło |
| ---- | ---------------------- | --------------------- | --------- | ------ |
| 2007 | VIVA Comet Awards 2007 | Artysta roku          | Nominacja | [ 30 ] |
| 2009 | Eska Music Awards 2009 | Artysta roku – Polska | Wygrana   | [ 31 ] |
| 2009 | Eska Music Awards 2009 | Album roku – Polska   | Wygrana   | [ 31 ] |
| 2009 | Eska Music Awards 2009 | Hit roku – Polska     | Nominacja | [ 32 ] |
| 2010 | VIVA Comet Awards 2010 | Artysta roku          | Wygrana   | [ 33 ] |
| 2010 | VIVA Comet Awards 2010 | Charts Award          | Nominacja | [ 34 ] |
| 2013 | Eska Music Awards 2013 | Najlepszy artysta     | Wygrana   | [ 35 ] |